# NGC 7635
Pour les articles homonymes, voir Nébuleuse (homonymie) et Bulle.
NGC 7635 ou Sh2-162 ou LBN 549 ou Caldwell 11 ou nébuleuse de la Bulle est une nébuleuse en émission (région HII) et une bulle de vent stellaire d'environ 8 000 années-lumière (al) de diamètre, située à environ 7 000 al de la Terre, dans la constellation de Cassiopée du bras de Persée de la Voie lactée. 

## Histoire
NGC 7635 a été découverte en 1787 par l'astronome germano-britannique William Herschel.

## Observation

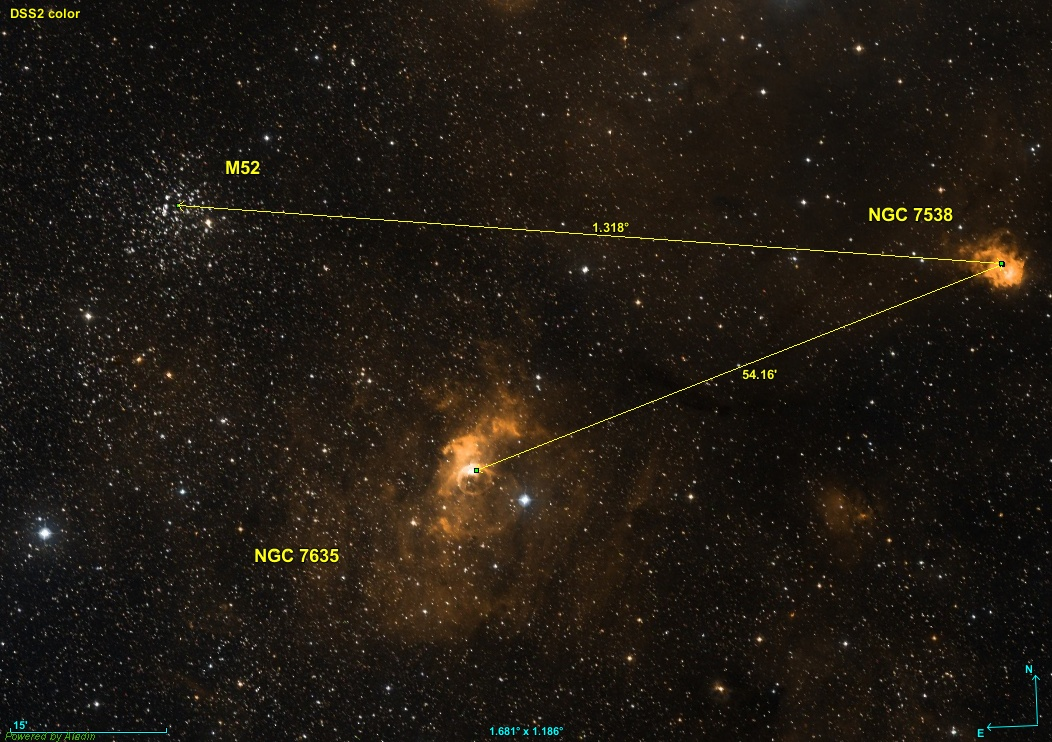
NGC 7635, la nébuleuse NGC 7538 et l'amas ouvert M52.

Avec une magnitude apparente de 11, NGC 7635 peut être observée dans un télescope dont l'ouverture est d'au moins 150 mm. Sur le ciel terrestre, NGC 7635 est située non loin de l'amas ouvert M52 et de la nébuleuse en émission NGC 7538. L'étoile HD 220057 située au sud ouest de 7635 est une binaire spectroscopique presque visible à l'oeil nu avec une magnitude visuelle égale à 6,9. Cette étoile peut servir de repère pour localiser la nébuleuse. 

## Distance  et taille

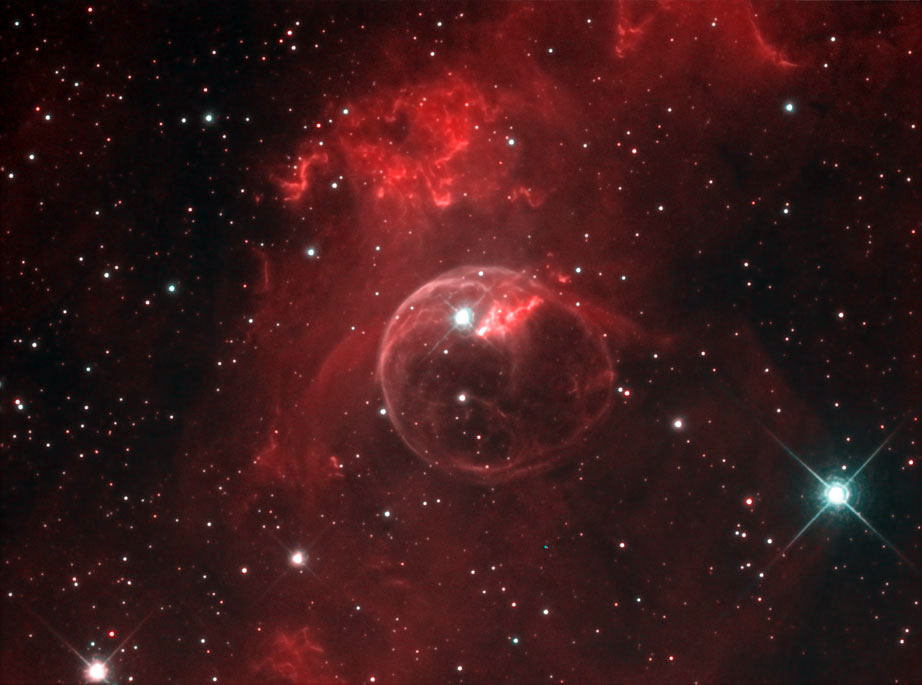

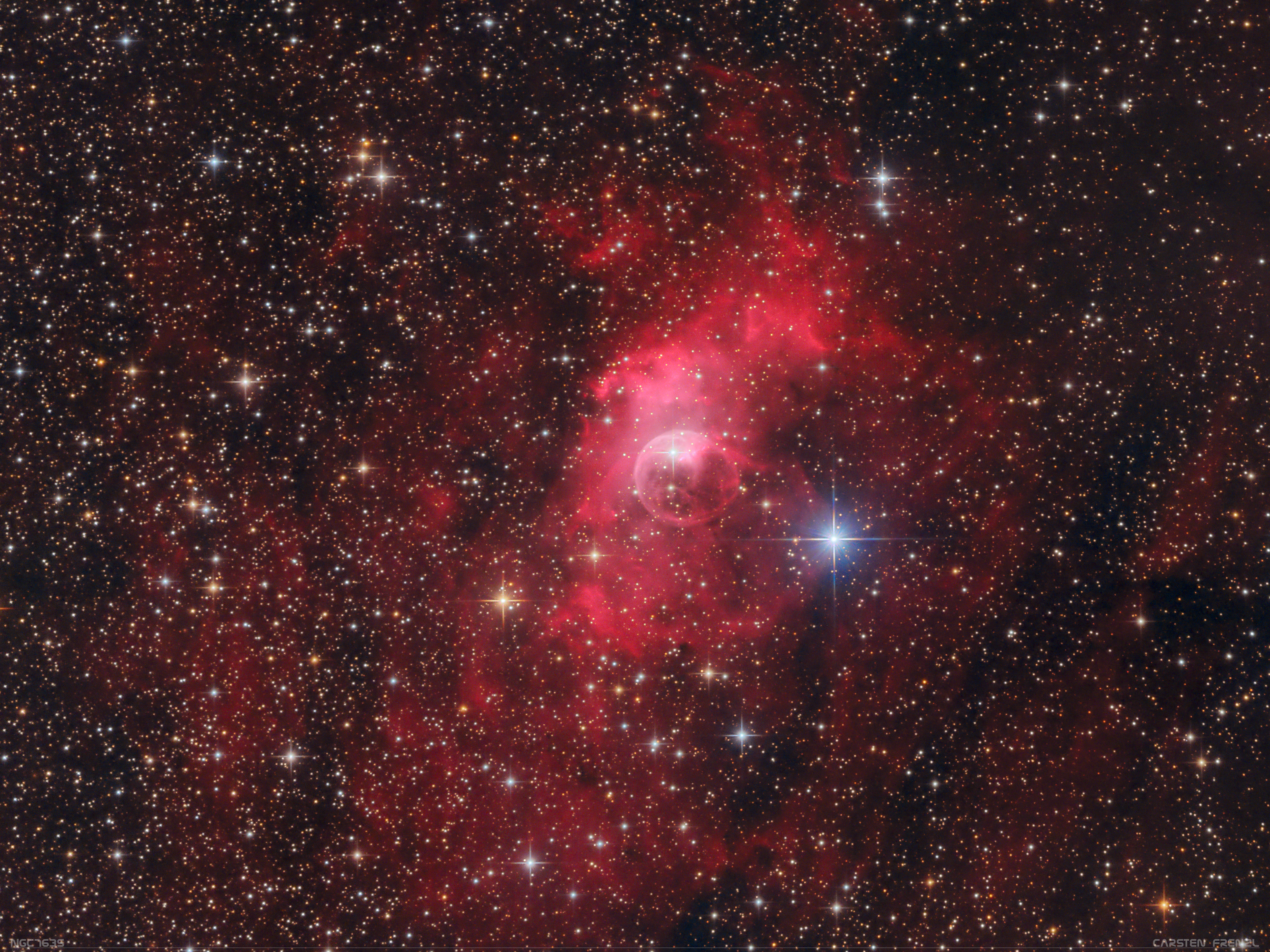
La nébuleuse de la Bulle est située dans une région HII beaucoup plus vaste.

Un article publié en 2002 mentionne, grâce aux observations du télescope Hubble, que l'étoile BD+60°2522 (en) se trouve au sein de la nébuleuse. La parallaxe de cette étoile mesuré par le satellite Gaia est égale à 0,334 1 ± 0,015 2 années-lumière, ce qui correspond à une distance de 2 993+143
−130 pc, soit 9 762+465
−425 années-lumière.
On peut déterminer la taille d'un objet céleste si sa distance et sa dimension apparente sont connues grâce à calcul simple. L'un des sites du télescope spatial Hubble mentionne une dimension d'environ 8 000 al et un autre une distance d'environ 7 000 al. Cependant, la dimension apparrente n'est pas indiquée sur les deux sites. Si on utilise la dimension apparante que de la bulle, probablement 15′ × 8′, alors on peut obtenir une taille située entre 7 000 al et 8 000 al.
Mais, cette bulle est située dans une région HII beaucoup pluvaste qui pourrait atteindre une dimension apparante de 41,7′ × 41,7′,, soit (41,7/15 = 2,7) par (41,7/8 = 5,2) fois plus grande que les valeurs citées par les sites de Hubble. La taille de la région HII pourrait donc être d'envion 40 al dans sa dimension la plus grande.

## Formation

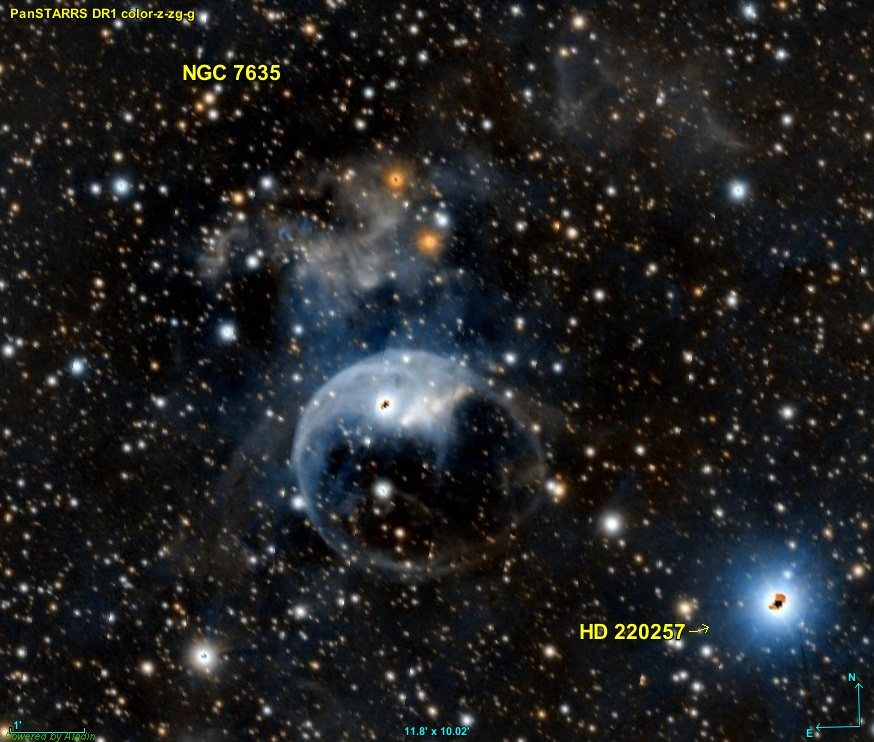
La nébuleuse en émission NGC 7635 par le relevé Pan-STARRS.

La nébuleuse de la Bulle est issue de l'interaction entre le vent stellaire d'une jeune étoile massive et le gaz moléculaire environnant. L'étoile massive en question est BD+60°2522 (en) (SAO 20575), une jeune étoile de type O d'une masse solaire d'environ 45 M☉, avec une magnitude apparente de 8,67. Son âge est estimé à environ 4 millions d'années et on pense qu'il lui reste encore 10 à 20 millions d'années à vivre, avant de probablement exploser en supernova. 
BD+60 2522 produit un vent stellaire puissant, se propageant dans toutes les directions à partir d'elle. L'étoile se trouvant au sein d'une région HII (baptisée Sh2-162), son vent stellaire repousse les gaz environnants formant ainsi une coquille de gaz en expansion, d'un diamètre de 7 al à 8 000 al. Notons que l'étoile progénitrice ne se situe pas exactement au centre de la bulle, mais est légèrement décentrée par rapport au centre de cette dernière. Ceci est dû au fait que le vent stellaire heurte des régions plus denses de gaz froid sur un côté de la bulle, lui donnant alors cette asymétrie.

## Galerie

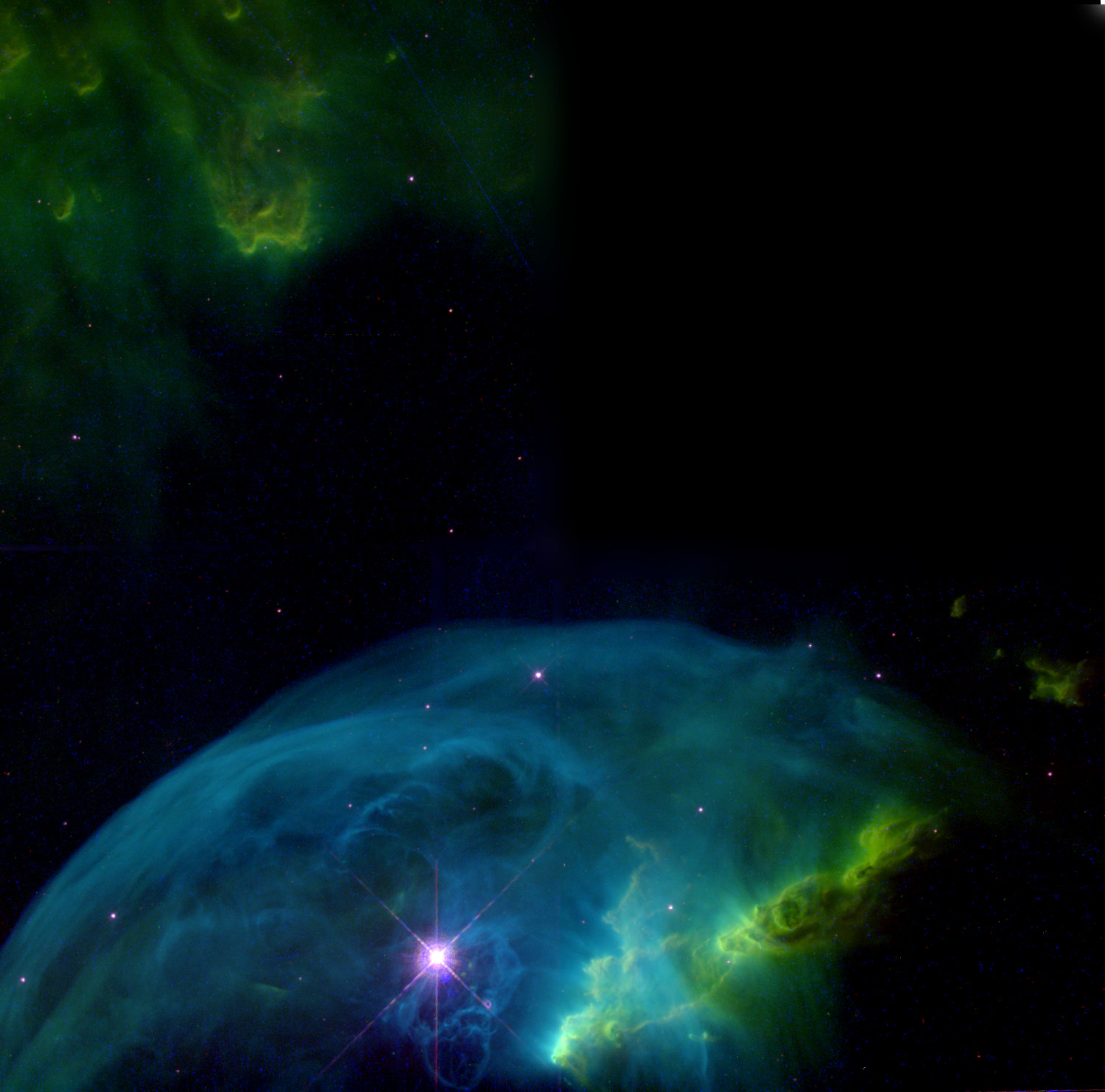
Détail avec l'étoile brillante et rose BD+60°2522 (en), par Hubble.
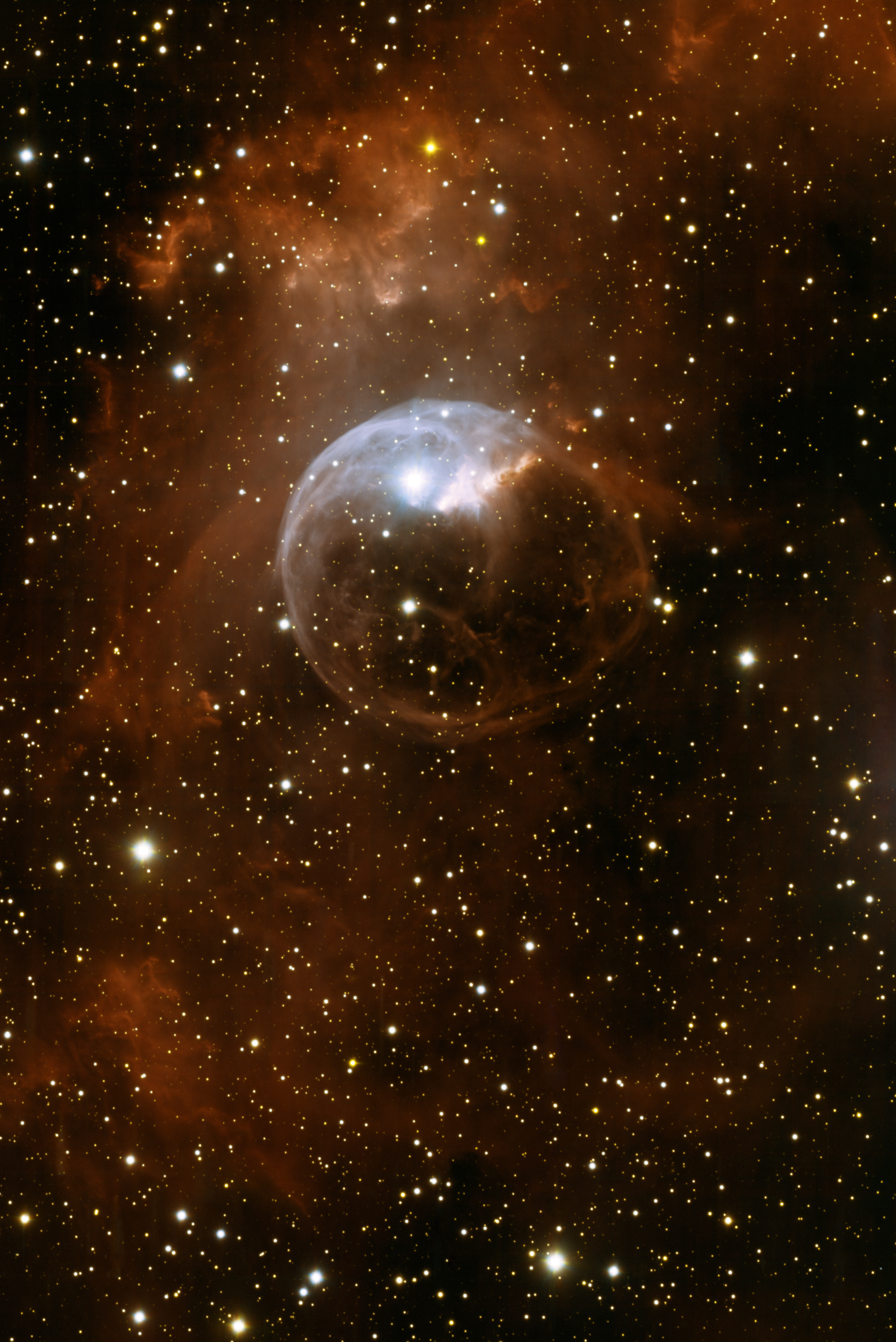
Vue du télescope WIYN.
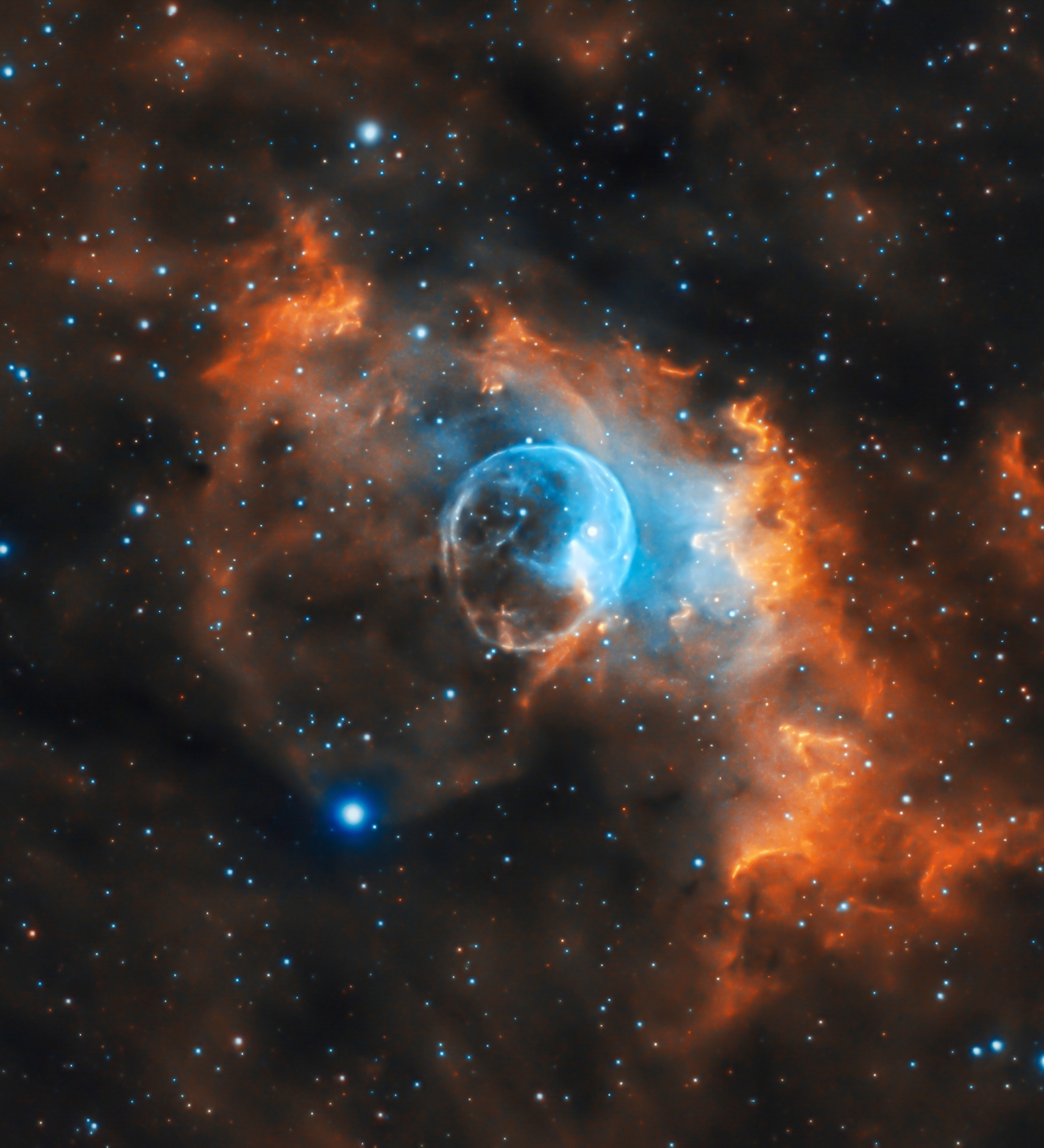
Astrophotographie amateur
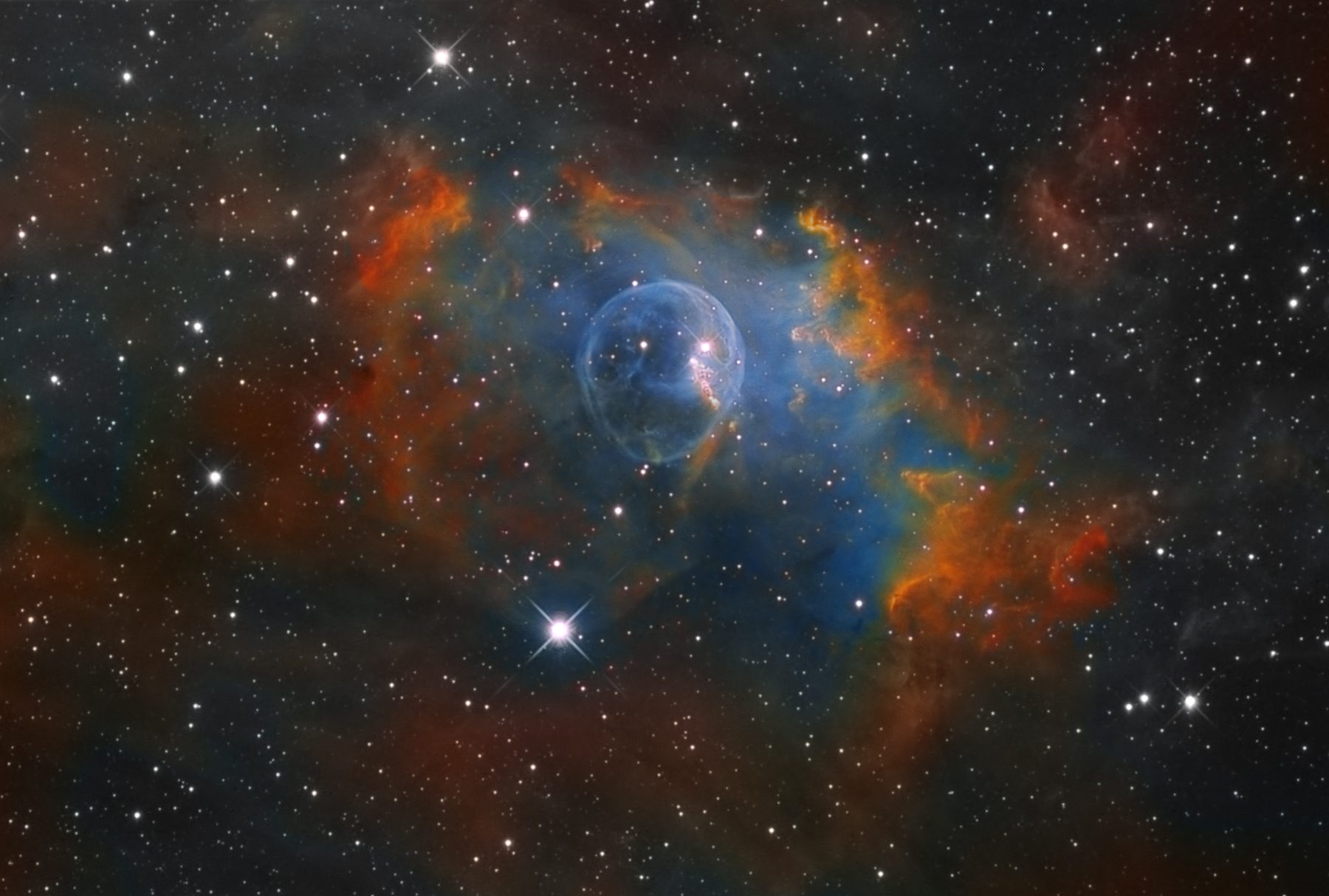
Image créée par Remidone.
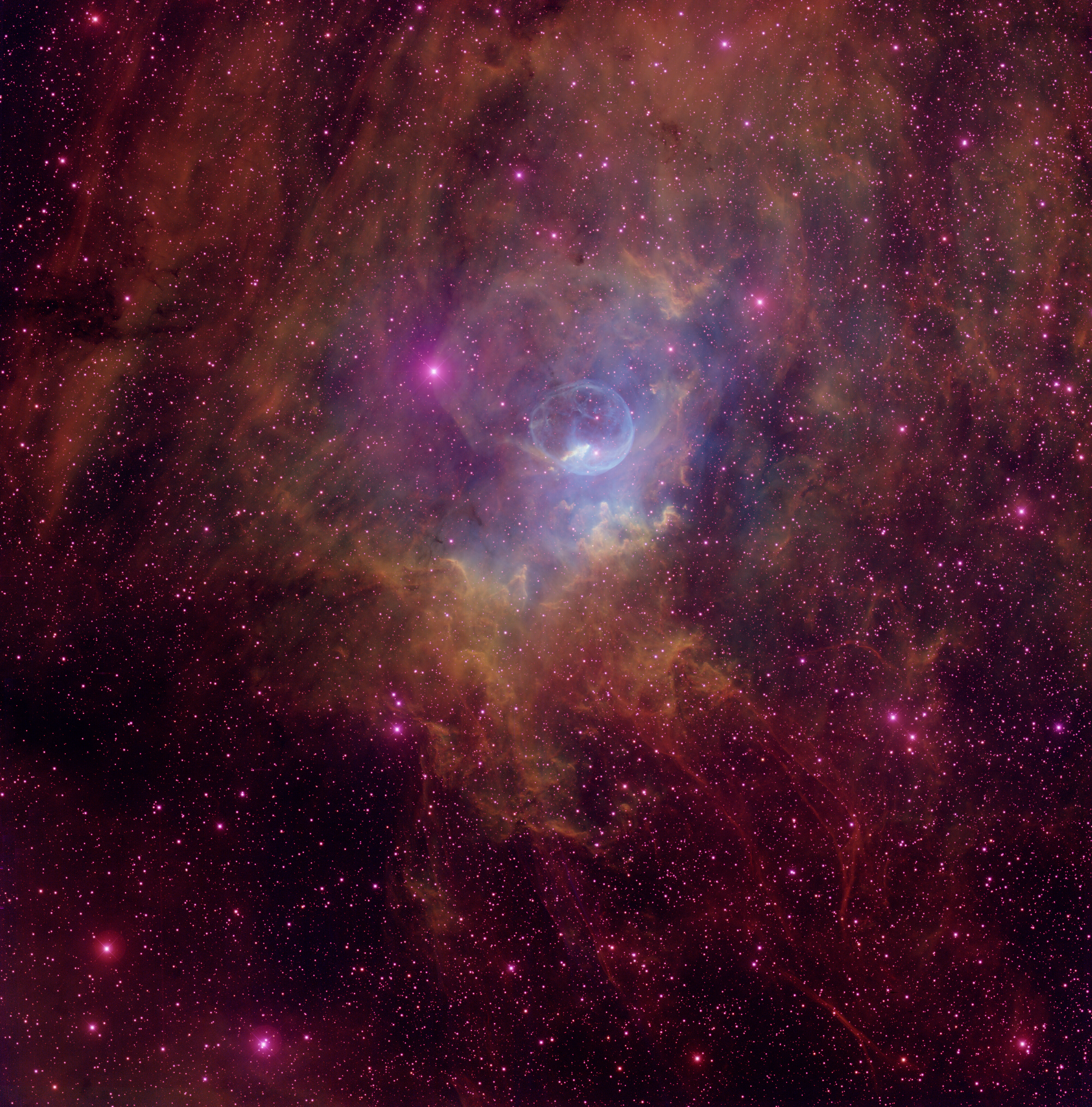
Vue par la T.A. Rector/University of Alaska.
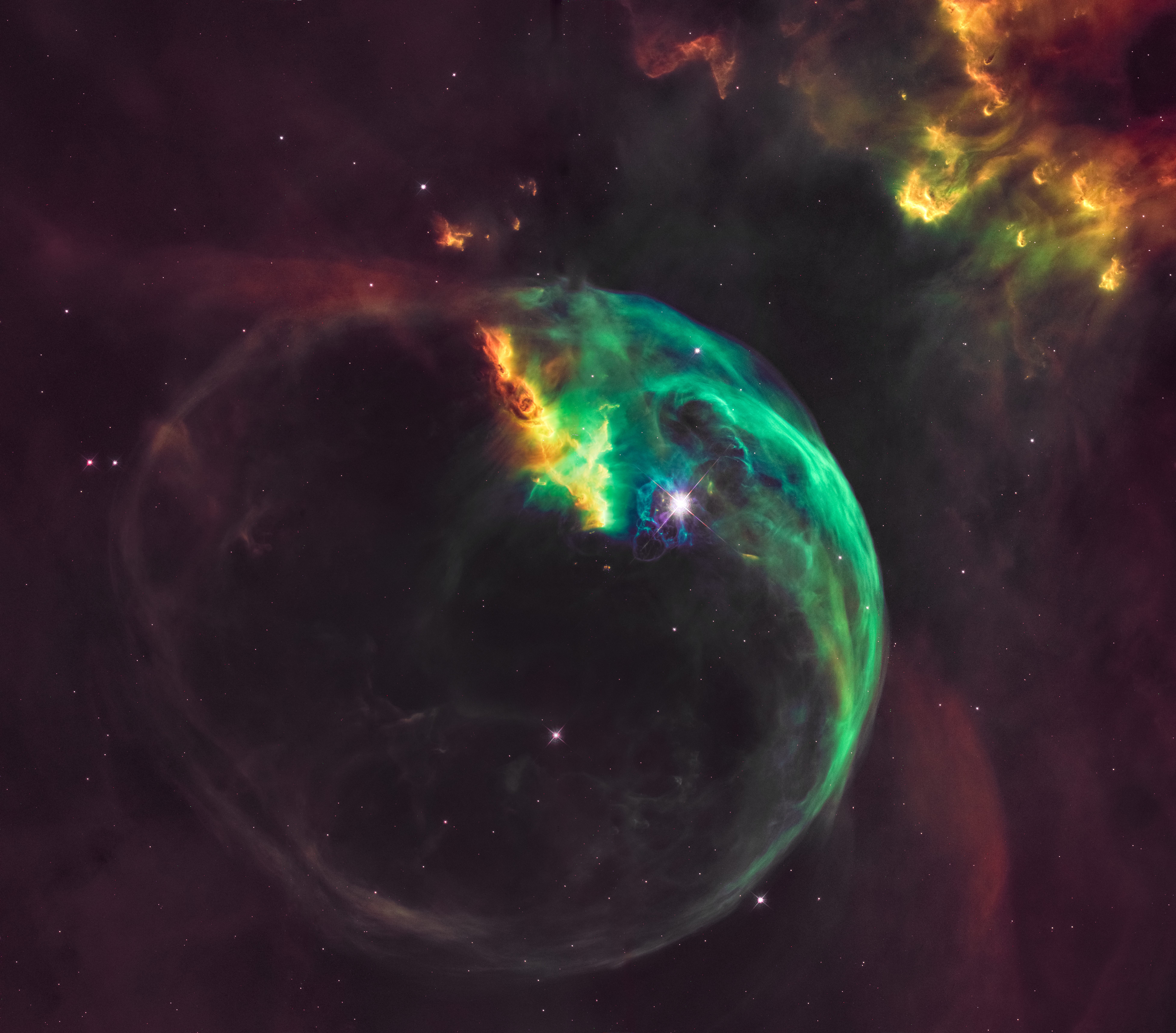
Autre interprétation des données captées par Hubble par Kevin Gill.